# ヘリオス航空522便墜落事故

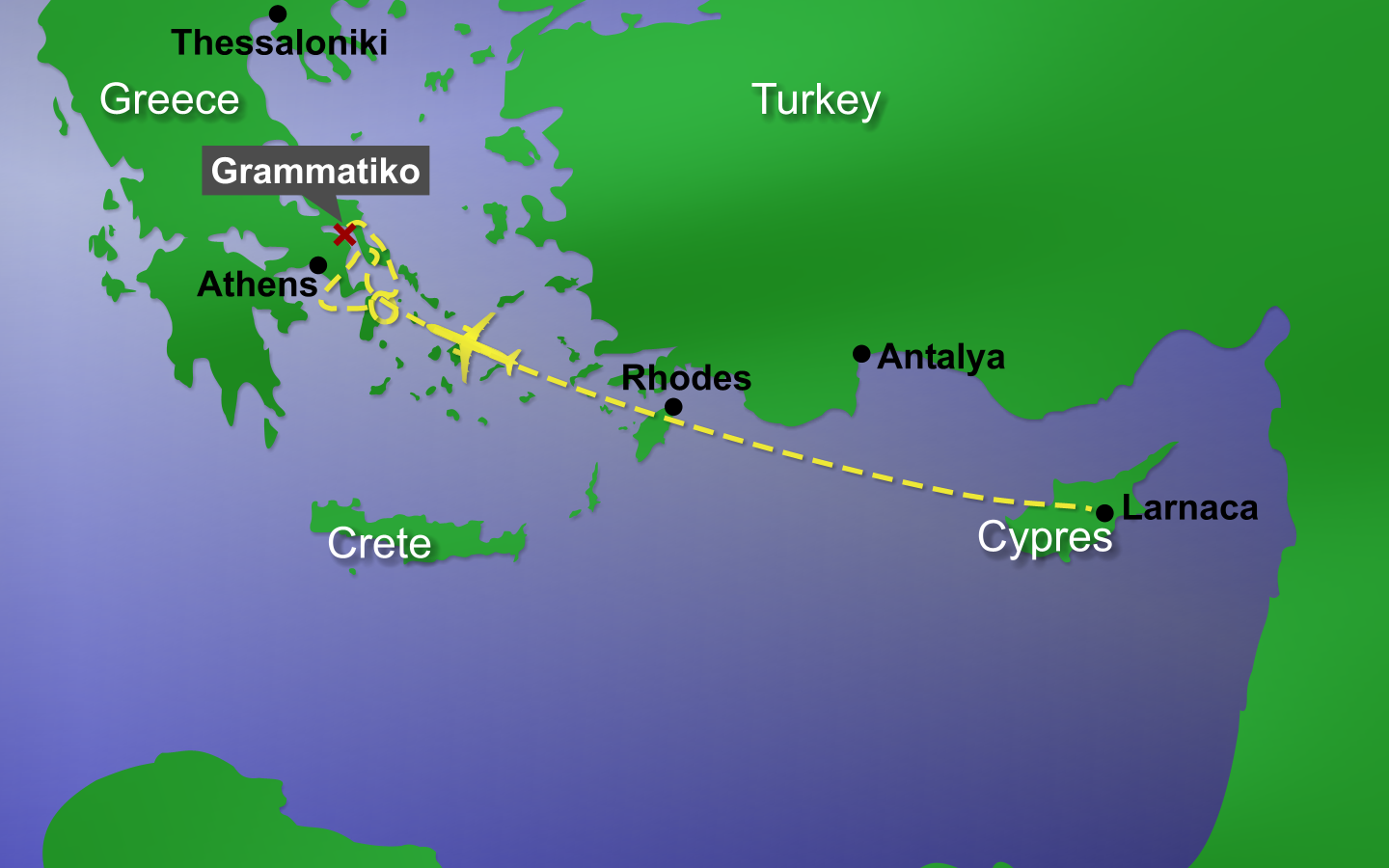
522便の飛行地図

ヘリオス航空522便墜落事故（ヘリオスこうくう522びんついらくじこ、Helios Airways Flight 522）は、2005年8月14日にギリシャで発生した航空事故である。キプロスの新興格安航空会社のヘリオス航空522便の乗客と乗員あわせて121名が全員死亡した、ギリシャ航空史上最悪の事故であった。与圧システムの異常による酸素欠乏で操縦士が意識不明となり、機体はオートパイロットで飛び続けた後、燃料切れでグランマティコ村近くの山間部に墜落した。
ギリシャ政府の高官は、事故の翌日に「事故機があと5分飛行してアテネの市街地上空に到達したならば、市街地への墜落を避けるために戦闘機に撃墜させるつもりであった」と発言した。

## 事故当日のヘリオス航空522便
- コールサイン ： HELIOS 522
- 使用機材 ： ボーイング737-300（機体記号 5B-DBY 機体名：OLYMPIA / オリンピア）[1]
1997年に製造され、ドイチェBA（英国航空の子会社）に機体記号 D-ADBQとして納入された。その後、2004年からヘリオス航空にリースされていた[1]。
- フライトプラン：キプロス・ラルナカ国際空港 午前9時7分（現地時間）発・ギリシャ・アテネ国際空港経由 チェコ・ヴァーツラフ・ハヴェル・プラハ国際空港行き
- クルー：合計6名
  - 機長：58歳・男性
  - 副操縦士：51歳・男性
  - 客室乗務員：25歳・男性[2]  他、計4名
- 乗客：115名
- 乗員乗客、合計121名

機長のドイツ人パイロットは繁忙期のための契約パイロットだが、1970年から21年間インターフルークに勤務しており、35年の経験と16,900飛行時間（ボーイング737の操縦経験は5,500時間）を持つベテランだった。
副操縦士のキプロス人パイロットは過去5年間ヘリオス航空に勤務しており、7,549飛行時間（ボーイング737の操縦経験は3,991時間）を持つベテランだった。

## 事故の経過

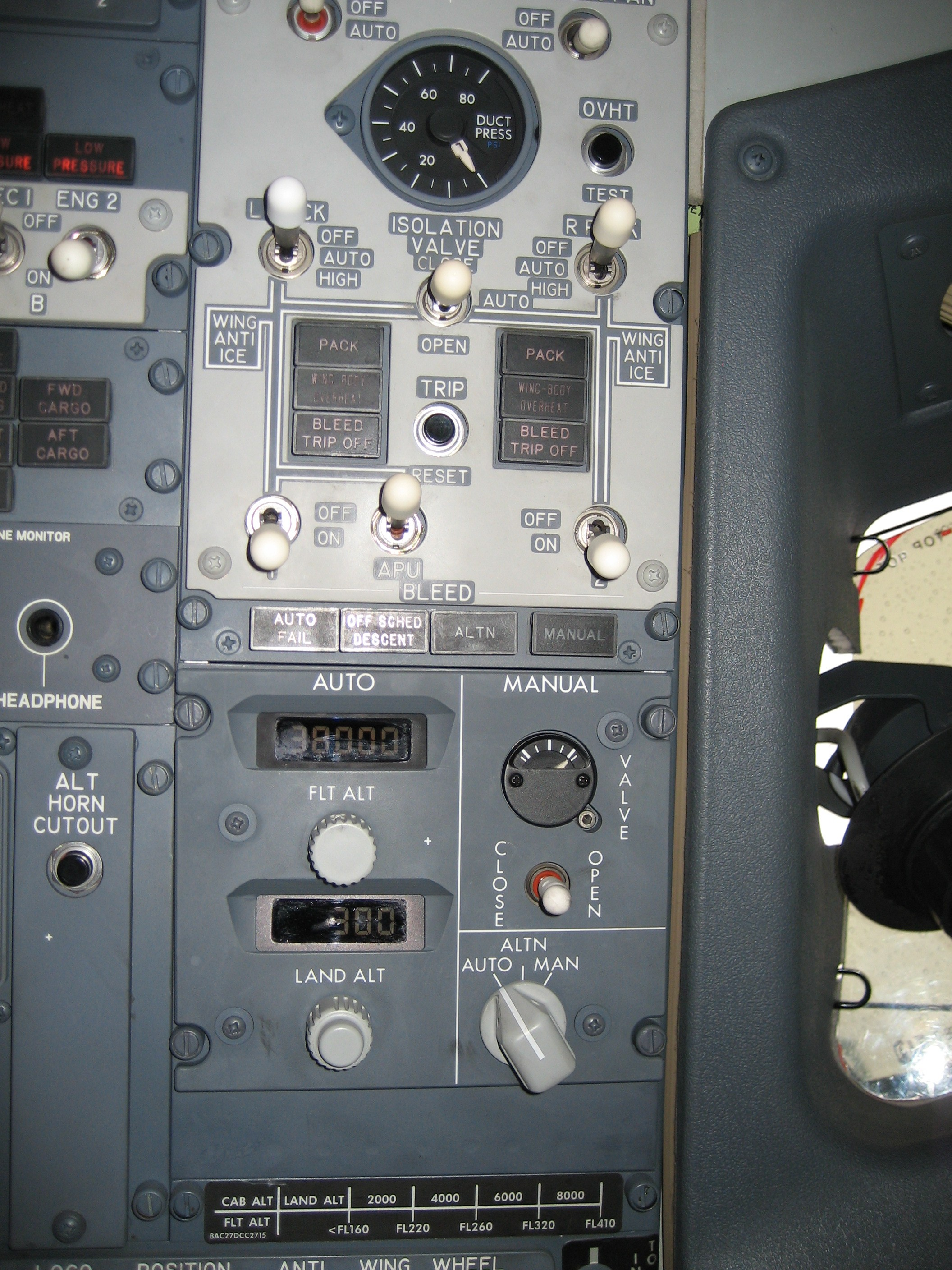
ボーイング737-800の与圧設定パネル（写真下部）。右下のノブが与圧システムの設定スイッチで、この写真では自動(AUTO)に設定されている。

当日の早朝、機体がロンドンから到着した後に、前の乗務員は凍ったドアシールと右後部サービスドアから来る異音を報告し、ドアの全面検査を要求した。これを受けて、地上整備員はドアの検査に加えて与圧漏れ検査を行った。この検査の際に地上整備員は、エンジンを停止させた状態で検査を実行するため、与圧システムを「手動」に設定したが、完了時に「自動」に戻さなかった。
522便の乗組員には、1.飛行前の手順実行中、2.発進後チェック中、3.離陸後チェック中と、与圧システムの状態に気付くチャンスが3回あったものの、全てのチェックにおいて、気付くことなく見逃してしまった。こうして522便は与圧システムが「手動」に設定されたまま離陸した。離陸時、機体後部に位置する圧力調整弁は開いたままになっていた。
このため機体の上昇につれ、客室内の気圧は徐々に低下した。12,040フィート（3670 m）の高度に達した際に、客室高度警報音が鳴り、乗組員に上昇を停止するように促した。しかしそれは離陸警報音と全く同じ音であるため、彼らは誤作動によるものと思い込んでいた。
次の数分間に、コックピットのオーバーヘッドパネルに幾つかの警告灯が点灯した。冷却警告灯が点灯し、冷却ファンを通る空気の流れが少なくなったこと（空気密度の低下の結果）、およびマスター警告灯が点灯した。機体が高度約18,000フィート（5500 m）に達した時に、客室内の気圧低下に伴い自動的に酸素マスクが落下し、酸素ランプが点灯した。
機長はヘリオス航空に連絡し「離陸設定の警告灯が点いている」「冷却系は正常で予備系は切っている」と報告した:4。さらに機長は地上整備員に「冷却換気ファンのランプは消えていた」と繰り返し告げた:4。この整備員は与圧漏れ検査を実施した本人で、機長に対して「与圧システムが自動モードか確認できるか？」と尋ねたが、既に酸素欠乏症に陥っていたのか、機長はこの質問を無視して「機器冷却系回路のブレーカーは何処だ？」と尋ね返した:5。これが事故機からの最後の交信となった:125。
522便は、約34,000フィート（10,000 m）に達し、 FL340で水平になるまで上昇を続けた。 ニコシアATCは9時30分から9時40分の間、何度も航空機へのコンタクトを試みたが、成功しなかった。 同機は09時37分、アテネATCと連絡が取れないまま、キプロス飛行情報地域（FIR）からアテネFIRへと移った。10時12分から10時50分の間、管制官は19回にわたって呼びかけを行ったが、全て無反応に終わった。10時40分に航空機はアテネ空港のホールディングパターンに入り、以降70分間、オートパイロットの管理下でホールディングパターンのままだった。
10時53分にエリアコントロールセンターが緊急事態を発令し、ギリシャ空軍第111戦闘機隊のF-16戦闘機2機が、Nea Anchialos空軍基地からスクランブルをかけて522便に向かった。11時23分に522便に接近した戦闘機隊は、副操縦士が操縦席で動かずに倒れ、機長席が空いていたことを報告した。客室には酸素マスクが降りており、マスクを装着した乗客も座席で動かずにいた:18。
11時49分、男性客室乗務員が、機内の酸素供給装置を使用して意識を保ったまま、コクピットに辿り着き、機長席に座った。男性客室乗務員はF16に対し非常に短い時間手を振ったものの、彼がコクピットに入った直後に、左のエンジンが燃料の消耗により停止したことで、機体はホールディングパターンを離れて降下し始めた。 左エンジン停止から10分後に、右エンジンも燃料切れによって機能を失った。
12時04分に、522便はアテネから40 kmに位置するグランマティコ村付近の山間に墜落し、乗員乗客121名全員が死亡した。
事故後の捜索活動で、118人の遺体が回収された。乗客の目的地はアテネまでが67人、残りはプラハへ向かう途中だった。乗客リストには大人93人の他に子供22人が含まれていた。
| 国籍     | 乗客 | 乗組員 | 合計 |
| -------- | ---- | ------ | ---- |
| キプロス | 103  | 4      | 107  |
| ドイツ   | 0    | 1      | 1    |
| ギリシャ | 12   | 1      | 13   |
| 合計     | 115  | 6      | 121  |

| 日付：2005年8月14日 東ヨーロッパ夏時間(UTC + 3)で表示 | |
| 時刻                                                  | 出来事 |
| 09:00                                                 | 出発予定時刻                                                                                              |
| 09:07                                                 | ラルナカ国際空港発                                                                                        |
| 09:12                                                 | 客室高度警報が鳴動 高度12,040フィート (3670 m)                                                            |
| 09:14                                                 | パイロットが空調の問題を報告                                                                              |
| 09:20                                                 | 乗組員との最後の連絡; 高度28,900フィート (8809 m)                                                         |
| 09:23                                                 | 高度34,000フィート (10,400 m); 恐らく自動操縦                                                             |
| 09:37                                                 | 522便がアテネの管制領域に入る ニコシアATCからアテネATCに、無線が通じなくなった事が通知された[16]          |
| 10:12–10:50                                           | アテネATCからの呼びかけに応答なし                                                                         |
| 10:45                                                 | アテネ到着予定時刻                                                                                        |
| 10:53                                                 | 緊急事態発令[17]                                                                                          |
| 11:05                                                 | 2機のF-16戦闘機がNea Anchialosより発進                                                                    |
| 11:24                                                 | F-16戦闘機がエーゲ海、ケア島上空に到達                                                                    |
| 11:32                                                 | F-16戦闘機は副操縦士が意識を喪失していることを確認 客室には酸素マスクが降りているが、テロの気配はなかった |
| 11:49                                                 | F-16戦闘機がコクピット内に人影を確認 その人物は機体のコントロールを取り戻そうとしているように見えた       |
| 11:50                                                 | 左エンジン停止                                                                                            |
| 11:54                                                 | コクピットボイスレコーダー（CVR）が2回のMAYDAYメッセージを記録                                            |
| 12:00                                                 | 右エンジン停止                                                                                            |
| 12:04                                                 | 墜落 |

## 調査

尾翼部分の残骸

フライトデータレコーダーとコックピットボイスレコーダーは、分析のためにパリに送られた。CVRの録音を聴いた同僚により、飛行機を救おうとして操縦席に入った人物が、男性客室乗務員であったことが確認された。彼は「メーデー」と5回呼んだが、無線の周波数はアテネではなくラルナカに合わせられていたため、アテネATCには届かなかった。
墜落現場で発見された遺体の多くは、男女の見分けも付かない程に焼け焦げていた。解剖の結果、衝突時には全員が生存していたことが判明した。
客室内への酸素供給は、化学式酸素発生器により酸素マスクを通じて12分間行われる。これは通常であれば、健常人であれば問題無く呼吸可能な高度である10,000フィート（3000 m）への緊急降下には充分な供給可能時間である。しかしパイロット達が既に意識を喪失していたため降下は行われず、やがて酸素が尽き、客室にいた乗員乗客も眠るようにして意識を失った。低酸素症の自覚症状は少ないため、客室に大きな混乱はなかったことが判明している。
しかし一人の男性客室乗務員だけが、この絶望的な状況にあっても意識を失うことがなかった。ボーイング737には、有事に際して乗務員達が行動するために座席数よりも多い酸素マスクが備え付けられている。酸素マスクが降りていながら降下が行われないことで異常を察知した彼は、これを利用して酸素を補給しながらコクピットへ向かった。彼にはキプロス共和国でダイバーや特殊部隊員を務めた経験があり、鍛えられた体力と対応力が彼の行動を支えたことが推察された。しかし操縦室扉の暗証コードを知らされていなかったため解除に手間取り、機内に複数設置されている予備の酸素ボンベも使用しつつ操縦室に入った。彼は機長と副操縦士が昏倒していることを確認し、酸素ボンベの1本を副操縦士に吸わせて気付けを試みたが、副操縦士は回復しなかった。
男性客室乗務員はパイロット志望で、英国の事業用操縦士資格を持っていたが、ボーイング737操縦のための技能は不足していた。また酸素欠乏症による思考力、判断力の著しい低下により、メーデーの発信とF-16のパイロットに合図を送ることが精一杯だった。その後、機体はオートパイロットにより旋回を続けた後山中に墜落し辛うじて市街地への墜落は回避された。

## 事故原因
ギリシャの航空事故調査および航空安全委員会 （AAIASB）は、事故の原因は以下の問題の連鎖によると結論付けた。
- 与圧システムが「手動」に設定されていたことがパイロット達に認識されなかった。
- 問題の本質を乗組員が識別できなかった（見えにくい表示ランプ、警告音が使い分けられていないなどシステムの欠陥による警告の誤認）。
- 低酸素状態による乗組員の無力化。
- 最終的な燃料不足。
- 地面との衝突。

### 事故の予兆
「オリンピア」には墜落事故の予兆というべき事態が起こっていた。2004年12月16日、ワルシャワからのフライトの途中に、機内圧力が急速に減少したため急降下していたのである。この時、客室乗務員は、後部サービスドアからの衝撃音があり、ドアのシールに手の大きさの穴があると報告していた。
キプロスの航空事故・事件調査委員会 （AAIIB）はこのインシデントの原因を特定できなかったものの、1.圧力調整弁の開放を引き起こす電気的故障、2.または後部サービスドアの不注意による開放という2つの可能性を挙げている。
乗客からはエアコンの不具合について苦情が出ており、事故前の10週間の間に、オリンピアの環境制御システムは7回の修理ないし点検を受けていた。また、墜落事故の犠牲となった副操縦士の母親は、息子が航空機が寒くなるとヘリオスに繰り返し訴えていたと主張している。

## 事故後
ヘリオス航空は2005年8月29日、所有する機体の安全性が確認されたと発表した。ヘリオス航空は2006年3月14日にアルファ・ジェットに営業を譲渡し事業から撤退した。しかしアルファ・ジェットも2006年10月30日に90日間の営業停止を発表した。それに対しキプロス政府は追徴課税を、リース会社もすぐにリース債務を支払うように要求したため、2006年10月31日にキプロス政府によって預金口座が凍結され、翌日には事業停止に追い込まれた。
2011年3月に、アメリカ合衆国の連邦航空局は Airworthiness Directives (ADs、耐航空性改善命令) を発表した。アメリカ合衆国で登録する-100から-500モデルまでの全てのボーイング737型航空機に、2014年3月14日を期限として2つの追加コックピット警告灯を取り付けることを義務付けた。これらは、離陸構成または与圧システムに問題があることを示すものだった。 

### 事故周辺の騒動
- 事故機があと5分間飛行を続けていた場合、アテネ市街地への墜落の危険を回避するために撃墜命令を出す態勢にあったことを8月15日にギリシャ政府高官が明らかにした。またキプロス政府およびギリシャ政府は、本事故の発生を受けて3日間の喪に服すことを決定した。
- 事故を起こしたヘリオス航空は、事故機の乗客名簿を6時間経過しても公表出来ないという不手際があり、家族が同社の事務所に入ろうとして小競り合いになった。また事故の翌日にはブルガリア行きの同社便への乗務を乗員が拒否し乗客もキャンセルする騒ぎが起きた。そのため同社はボーイング737の運航を中止し、それに伴い路線を縮小することになった。事故が発生したプラハ線は廃止された。同社は翌年11月に他社に事業を譲渡し運航停止に追い込まれた。
- 事故発生当初の報道は様々な事故原因の憶測が錯綜しており、「アテネの管制官に機内の温度が急低下した旨を連絡した後に消息を絶った」、「パイロットの1人が体調不良を訴えていた」、「1名の乗客が携帯電話のメールで機内が冷たく身体が冷え切っていることを伝えてきた」、「回収された遺体は内部まで凍っていた」、「墜落時には全員が凍死か窒息死していた」などの情報が流されていた。そのうち、メールはイタズラ目的で流したニセ情報であることが判明し、ギリシャ当局は32歳の男を逮捕した。この男は後に裁判で、懲役6か月・執行猶予3年6か月の有罪判決を受けた。

## 映像化
- 『メーデー!:航空機事故の真実と真相』　2007年の第4シーズン第10話で「GHOST PLANE」のタイトル名で紹介された。
- 『奇跡体験!アンビリバボー』（フジテレビ） 2012年9月6日放送分でこの事故を取り上げた[31]。
- 『世界衝撃映像100連発★命がけの映像SP』（TBSテレビ） 2016年8月28日放送分でこの事故を取り上げた[32]。
  - 2021年2月8日放送分でも同一映像を使用[33]。